# ビソンノコギリクワガタ
ビソンノコギリクワガタ (Prosopocoilus bison) は、昆虫綱・コウチュウ目・クワガタムシ科・ノコギリクワガタ属に分類されるクワガタムシの1種で、5亜種に分類されている。種小名のbisonは、バイソンに由来している。

## 形態
体長はオスが27 - 75mm、メスが25 - 33mm。
ウォレスノコギリクワガタと容姿が似ているが、本種はウォレスノコギリクワガタよりも比較的細身に成りやすく、オスの大アゴの根元に、ウォレスノコギリクワガタにはないペンチのような内歯（大アゴを閉じると、この内歯は完全に噛み合う）がある。
また、オス・メス共通の特徴として、体の縁に胸部から尻にかけて、黄色のラインが現れ、前胸背面左右のラインの上には、黒い斑点が生じる。
オスの大アゴは、大きい個体ほど長くなる傾向にある。
内歯の配置は、地域亜種によって変化があるが、大きく立派な大アゴを持つ個体ほど、その地域の特徴が出やすい。

## 分布
インドネシア（モルッカ諸島・タンニバル諸島・ニューギニア島）・パプアニューギニア・ソロモン諸島

## 分類
ビソンノコギリクワガタは、5亜種に分類されている。
Prosopocoilus bison bison (Olivier, 1789)
アンボン島・セラム島・バンダ諸島。オスは28 - 63.5mm、メスは26.5 - 29.5mm。
P. b. buruensis (Krieche, 1924)
ブル島。オスは30 - 52mm、メスは26mm。
P. b. magnificus (Mollenkamp, 1906)
タニンバル諸島。オスは27 - 47.5mm、メスは24.5mm。
P. b. cinctus (Montrouzier, 1857)
ニューギニア島。オスは28.5 - 75mm、メスは26 - 33mm。
P. b. hortensis (Kriesche, 1924)
ニューブリテン島・ブーゲンビル島・ソロモン諸島。オスは27.5 - 62.5mm、メスは25.1 - 25.9mm。